# Divje babe
Divje babe (izgovarjava [ˈdiːwjɛ ˈbaːbɛ]) so kraška jama in paleolitsko arheološko najdišče nad reko Idrijco blizu Cerknega. Znane so po najdbi musterijanske koščene piščali, ki je s starostjo okrog 60.000 let morda najstarejša piščal in s tem tudi najstarejše glasbilo na svetu. Hrani jo Narodni muzej Slovenije. Jamski sistem je zgrajen iz dveh jam, Divje babe I in Divje babe II. Poleg Potočke zijalke in Betalovega spodmola je najdišče eno najpomembnejših najdišč kamene dobe na Slovenskem.
Ime izhaja iz ljudskega verovanja, po katerem naj bi v jami prebivale čarovnice. Divje babe se nahajajo na 230 m (450 m. n. v) v pogozenih pobočjih nad dnom doline Idrijce, ki teče skozi Idrijsko in Cerkljansko hribovje ter se nato izlije v Sočo. Divje babe so spodmol, v dolžino merijo 5 m, v globino 3 m. Vstop v Divje babe I je mogoč z vodičem, Divje babe II so prosto dostopne.
Paleontološko najdišče, Divje babe I, so v letih 1978–1986 izkopavali Mitja Brodar, od leta 1989 do 1995 pa Ivan Turk in Janez Dirjec. Razsikovalci so prekopali 12 m nasutega materiala, ki je bil sestavljen iz 26 sedimentnih plasti. Med odkritimi artefakti so bile avrignacijske najdbe, vključno s koščeno ostjo, ki je bila najdena med plastema 2 in 3 in je bila ocenjena na 35.000 let starosti. Približno 8 plasti mesolitske starosti je vsebovalo ostanke 20 src, 600 kamnitih orodij in več koščenih ostankov. Na kraju so našli tudi več ostankov kosti jamskih medvedov. V Divjih babah II, ki so od prvih oddaljene nekaj minut hoda, so potekala le sondirna izkopavanja, nadaljnjih raziskovanj ni bilo.
Kostna piščal je bila najdena v 8. plasti in je datirana v čas srednjega paleolitika, približno 50.000 do 35.000 let pr. n. št. Ker je bila najdena blizu srca, naj bi v jami živeli neandertalci. Piščal je del stegnenice mladega jamskega medveda, vanjo pa so izvrtane štiri luknje. Razprave o kosti in njeni vlogi kot flavti so razgrete, nekateri luknje razlagajo kot ostanke ugriza hijene.
Jama Divje babe je turistična jama. Zaradi varovanja narave so vodeni ogledi jame možni od meseca aprila do konca oktobra. 

## Galerija
- Vhod v Divje babe
- Piščal, ki jo hrani Narodni muzej